# Almut Zilcher
 (août 2022).
Si vous disposez d'ouvrages ou d'articles de référence ou si vous connaissez des sites web de qualité traitant du thème abordé ici, merci de compléter l'article en donnant les références utiles à sa vérifiabilité et en les liant à la section « Notes et références ».
Pour les articles homonymes, voir Zilcher.
Almut Zilcher, née le 21 septembre 1954 à Graz (Autriche), est une actrice autrichienne.

## Biographie
Almut Zilcher étudie le théâtre au Mozarteum de Salzbourg et obtient son diplôme en 1974.
Elle joue au Volkstheater de Vienne, au Schauspiel de Francfort, au Thalia Theater de Hambourg et au Schauspielhaus de Bochum. En 1992, elle est nommée actrice de l'année par le magazine mensuel de théâtre Theater heute.
Jusqu'à sa mort en 2013, elle travaille en étroite collaboration avec son mari, le metteur en scène bulgare Dimiter Gotscheff, et est vue dans ses productions au Deutsches Theater Berlin et à la Volksbühne am Rosa-Luxemburg-Platz à Berlin.
Zilcher et Gotscheff sont parents d'un fils.
En 2011, elle reçoit le Theaterpreis Berlin (Prix du Théâtre de Berlin), doté de 20 000 euros, en compagnie de Gotscheff et des comédiens Samuel Finzi et Wolfram Koch.

## Filmographie partielle

### Au cinéma
- 1995 : Tödliches Leben
- 2010 : Headshots : la mère d'Olga
- 2012 : Les Vivants (Die Lebenden) : Marianne, la maman de Sitas
- 2014 : Willkommen im Klub : Barbara

### À la télévision
- 1974 : Derrick (épisode Waldweg)
- 1978 : Ein echter Wiener geht nicht unter (série télévisée, deux épisodes)
- 2004 : STF (SK Kölsch, série télévisée, un épisode)
- 2013 : Die Frau hinter der Wand
- 2017 : Der Kommissar und das Kind (téléfilm)
- 2017 : Tatort (épisode Dein Name sei Harbinger)
- 2020 : Die Chefin (série télévisée, épisode 62 Geschwister)

## Pièces radiophoniques
- 1998 : Kindertransport (Überlebensbilder) de Diane Samuels : Eva en femme adulte, mise en scène : Ulrike Brinkmann (adaptation de pièce radiophonique, NDR)
- 2006 : Der fünf Minuten Klassiker de Tom Peukert, mise en scène de Beate Rosch (pièce radiophonique - parties 2, 3 et 6, RBB)
- 2009 : Ich muss auf einen Sprung weg de Jean-Claude Kuner, mise en scène de Jean-Claude Kuner (pièce radiophonique, DKultur)
- 2013 : Vom Nachteil, geboren zu sein de E. M. Cioran, mise en scène de Kai Grehn (pièce radiophonique, SWR)
- 2015 : Das tanzende Häuschen d'Albert Wendt , mise en scène de Wolfgang Rindfleisch (pièce radiophonique pour enfants – DKultur)

## Théâtre (sélection)
- 2016 : Berlin Alexanderplatz d'Alfred Döblin, mise en scène de Sebastian Hartmann (Deutsches Theater à Berlin)
- 2017 : Gertrud d'Einar Schleef, mise en scène de Jakob Fedler (Deutsches Theater Berlin - Kammerspiele)

## Récompenses et distinctions
- 2011 : Theaterpreis Berlin